# بيير سانت مارتن
بيير سانت مارتن (4 سبتمبر 1957 - ) هو لاعب كرة يد كندا. شارك في الألعاب الأولمبية الصيفية 1976.

## وصلات خارجية
- بيير سانت مارتن على موقع أوليمبيديا (الإنجليزية)